# Acanthodelta catella
Acanthodelta catella là một loài bướm đêm trong họ Noctuidae.